# Mille isole (Indonesia)
Mille Isole (in indonesiano Kepulauan Seribu) è una reggenza (kabupaten) dell'Indonesia, l'unica all'interno del territorio della capitale Giacarta. Consiste in un arcipelago di 110 isole nel Mar di Giava, distanti in media circa 45 chilometri a nord della costa della città.